# Bracara Augusta

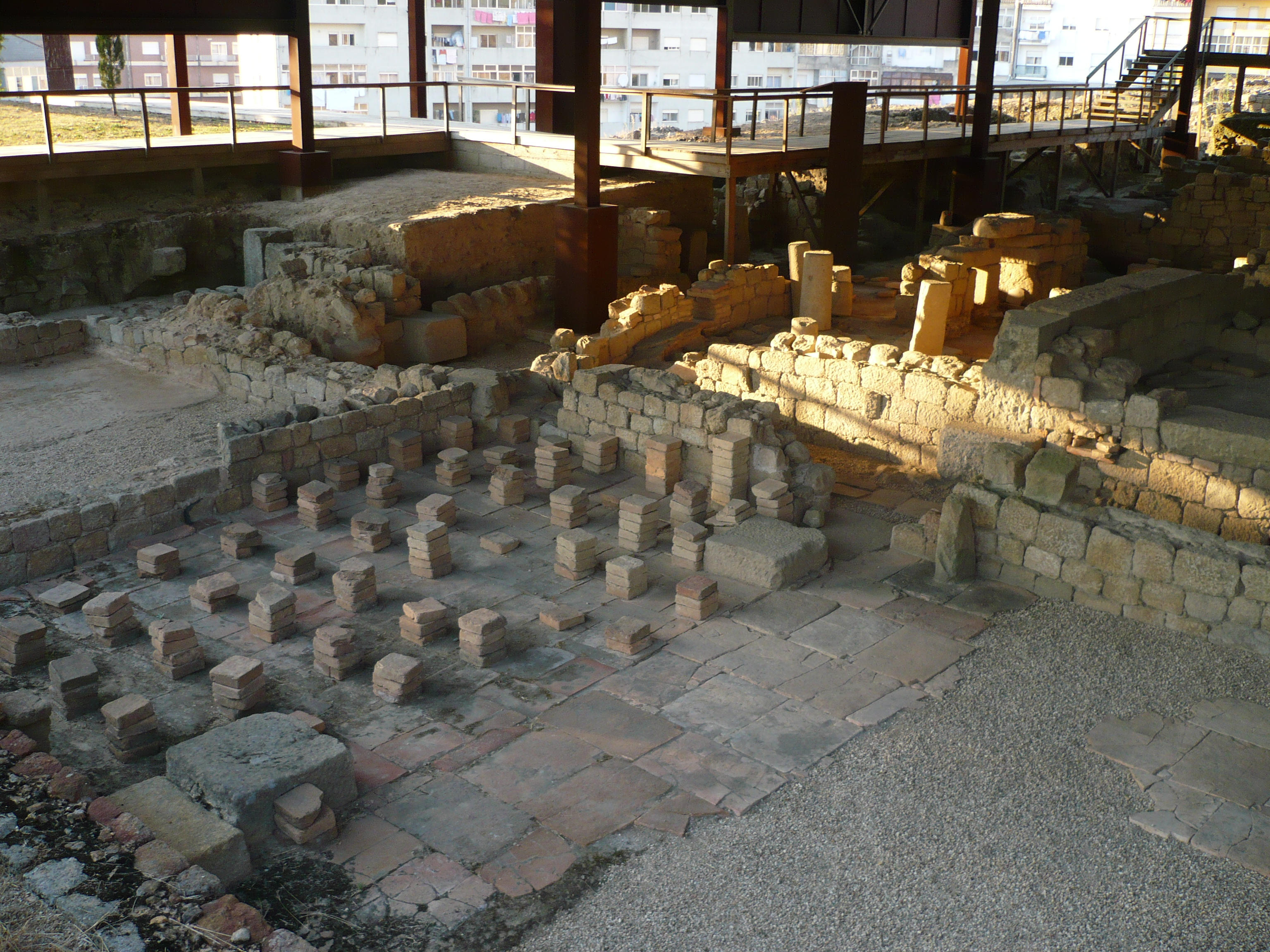
Reste des Bades

Bracara Augusta war eine antike Stadt im heutigen Portugal. Es handelt sich um das moderne Braga. 
Das Gründungsdatum der Stadt ist unsicher. Die Region wurde zwischen 27 und 24 v. Chr. unter Kaiser Augustus dem römischen Reich einverleibt. Eine Inschrift aus der Stadt datiert in die Jahre 4 bis 2 v. Chr., so dass das zunächst zu Hispania Tarraconensis gehörige Bracara Augusta wahrscheinlich kurz vorher gegründet wurde. Es gibt bisher keine Belege für eine vorrömische Ansiedlung. Inschriften, vor allem auf Grabsteinen, deuten an, dass die Stadt in erster Linie von Einheimischen bewohnt wurde. Die meisten dieser Inschriften datieren in flavische und antoninische Zeit. In letzterer Epoche erreichte die Stadt ihre größte Ausdehnung mit etwa 48 Hektar. 
Kaiser Diokletian machte die Stadt in der Spätantike wahrscheinlich zur Hauptstadt der neu eingerichteten Provinz Gallaecia. Im fünften Jahrhundert wurde sie Hauptstadt der Sueben, die auf die iberische Halbinsel aus Germanien eingefallen waren.
Die Stadt wurde nach einem Schachbrettplan errichtet. Die Insulae waren quadratisch und 44,4 Meter lang, was etwa 120 römischen Fuß entspricht. Dieser Plan wurde jedoch nicht durchgehend eingehalten. Viele Straßen hatten wenigstens auf einer Seite Portiken. Die ältesten Teile der Stadt fanden sich auf dem Alto of Cividade, dem höchsten Punkt der Stadt. Schon in iulisch-claudischer Zeit dehnte sich die Stadt weiter aus.

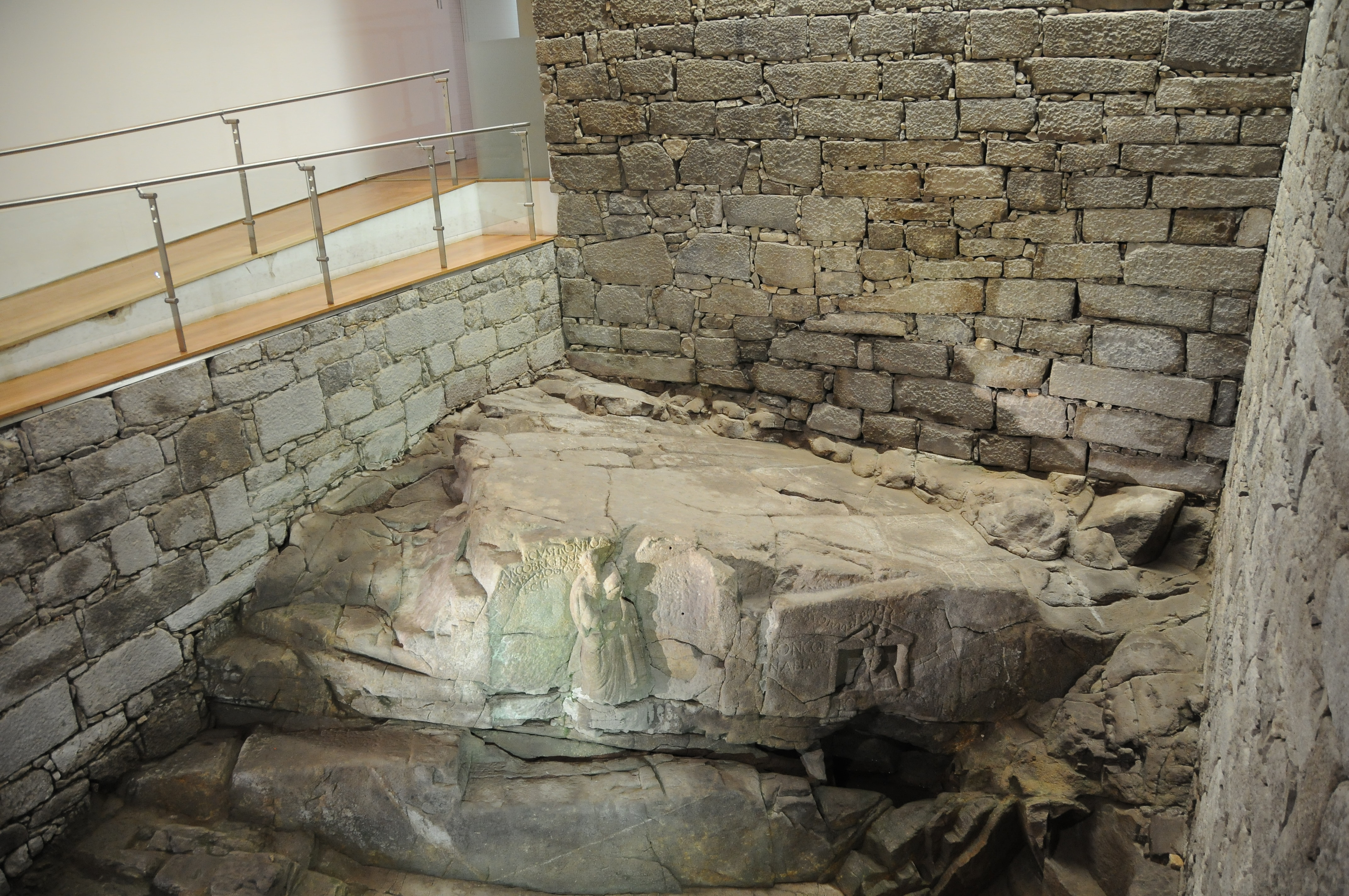
Fonte do Ídolo

Nur wenige öffentliche Gebäude sind mit Sicherheit nachgewiesen. Im Westen der Stadt fanden sich die Reste eines Theaters. Gleich daneben konnten die gut erhaltenen Reste eine Bades ausgegraben werden. Beide Bauten datieren an den Beginn des zweiten Jahrhunderts.
Direkt südlich vor den Toren der antiken Stadt liegt das Fonte do Ídolo, ein römisches Quellheiligtum des 1. Jahrhunderts n. Chr. Die Ruinen waren einst vielleicht Teil eines größeren Tempelkomplexes.